# Supermiss 2012
Supermiss 2012 je 6. ročník české soutěže krásy Supermiss.
Slavnostní galavečer se konal v pátek 21. prosince 2012 v kongresovém sále hotelu Hilton Prague. V porotě usedli zástupci partnerů, modelka a moderátorka Agáta Hanychová, zpěvák Sámer Issa, šéfredaktor SuperSPY Pavel Novotný, zástupce pořádající agenturu VP PRODUCTION Tomáš Vavřinec. Celé finále moderoval Jan Čenský. Vystoupili například zpěváci Petr Kolář, Marian Vojtko, aj.
V sobotu 12. ledna 2013 od 14:00 hodin bude odvysílán záznam z finálového večera na televizní stanici ČT1.
Vítězka kromě titulu získala i nový vůz Škoda Citigo. Všechny umístěné kromě titulu získaly i zahraniční zájezdy od cestovní kanceláře Fischer, horské kolo Specialized, poukazy do estetického centra Petra Clinic a jiné hodnotné ceny.
Casting na finálový galavečer 6. ročníku Supermiss 2012 se konal od 21. listopadu až 23. listopadu 2012.

## Finalistky soutěže
Slavnostního finále se zúčastnilo těchto 12 dívek:
- Nikola Petruželová  (č. 6) – Pochází z Valašského Meziříčí. Studuje na Univerzitě J. A. Komenského v Praze. Stala se Supermiss 2012.[2]
- Šárka Sokolová  (č. 8) – Pochází z Prahy. Studuje na Policejní akademii České republiky. Stala se II. Supermiss 2012.
- Tereza Jinochová  (č. 10) – Pochází z Neratovic. Studuje na Pedagogické fakultě Univerzity Karlovy. Stala se III. Supermiss 2012.
- Radka Skácelová (č. 5) – Pochází z Mladé Boleslavi. Studuje na vysoké škole umění a reklamy. Získala titul Supermiss Internet.
- Tünde Kulcsárová (č. 7) – Pochází z Košic. Pracuje jako výkonná asistentka. Získala titul Supermiss Média.
- Lucie Sovová (č. 1) – Pochází ze Sedlce-Prčice. Studuje na Fakultě humanitních studií Univerzity Karlovy.
- Karolína Ludvíková (č. 2) – Pochází z Prahy. Studuje na Fakultě sociálních věd Univerzity Karlovy.
- Michaela Pokorná (č. 3) – Pochází z Brna. Pracuje jako asistentka ředitele.
- Patricie Štěbrová (č. 4) – Pochází z Hradce nad Moravicí. Studuje na Obchodní akademii v Opavě.
- Sabina Drljevičová (č. 9) – Pochází z Karlových Varů. Studuje na Vysoké škole obchodní v Praze.
- Tereza Lengová (č. 11) – Pochází z Hodonína. Studuje na Bankovním institutu vysoké škole v Praze.
- Tereza Řehořová (č. 12) – Pochází z Police nad Metují. Studuje na gymnáziu.

## Konečné pořadí
| Supermiss 2012 – Nikol Petruželová     |
| II. Supermiss 2012 – Šárka Sokolová    |
| III. Supermiss 2012 – Tereza Jinochová |

### Vedlejší tituly
- Supermiss Internet (vítězka hlasování na stránkách www.supermiss.cz) – Radka Skácelová
- Supermiss Média – Tünde Kulcsárová

## Zajímavosti
- vítězka Nikola Petruželová se umístila v TOP 5 v soutěži krásy Česká Miss 2012
- II. Supermiss Šárka Sokolová se stala semifinalistkou v soutěži krásy Česká Miss 2012